# Mszana Dolna (stacja kolejowa)
Mszana Dolna – stacja kolejowa w Mszanie Dolnej, w województwie małopolskim w Polsce.
Została otwarta w 1884 r., jako stacja austriackiej, państwowej Galicyjskiej Kolei Transwersalnej, prowadzącej z Czadcy do Husiatyna. Regularny ruch pociągów jest wstrzymany do odwołania, zatrzymują się tu tylko pociągi turystyczne.
Z powodu remontu linii kolejowej 104 tzw. ,,Galicjanki'' peron oraz budynek stacyjny przejdą gruntowny remont, w planach nie ma wyburzenia budynku stacyjnego. Dodatkowo na stacji pojawi się przejście podziemne pod torami z windą.